# نینتندو
نینتِندو (به انگلیسی: Nintendo) شرکت ژاپنی تولیدکننده بازی‌های ویدیویی است. نینتندو در سال ۱۸۸۹ در شهر کیوتو، ژاپن و به عنوان شرکت تولیدکننده ورق‌های بازی هانافودا تأسیس شد. این شرکت در سال ۱۸۹۹ با نام «نینتندو کوپایی» توسط صنعتگر ژاپنی فوساجیرو یامائوچی تأسیس شد و کارت‌های بازی دست‌ساز موسوم به هانافودا تولید می‌کرد. نینتندو پس از ارائه خدمات در خطوط مختلف مشاغل در دهه ۱۹۶۰ در نهایت فعالیت خود را روی بازی‌های ویدیویی متمرکز کرد و نخستین کنسول بازی ویدیویی خود با نام Color TV-Game را در سال ۱۹۷۷ توزیع کرد.
این شرکت و هم کاران آن جوایز متعددی را از جمله جایزه فناوری و مهندسی Emmy، جوایز انتخاب توسعه دهندگان بازی، و جوایز بازی فرهنگستان بریتانیا برای دستاوردهای خود دریافت کرده‌اند. نینتندو یکی از ثروتمندترین و با ارزش‌ترین شرکت‌ها در بازار ژاپن است.
بازی‌های ماریو، پوکمون، و افسانه زلدا از پرآوازه‌ترین بازی‌های شرکت نینتندو هستند. بسیاری این شرکت را نماد خلاقیت و نوآوری در بازی‌های ویدئویی می‌دانند.

## تاریخچه
شرکت نینتندو در سال ۱۸۸۹ توسط فوساجیرو یامائوچی در کیوتو با ساخت کارت‌های بازی بنیان‌گذاری شد که هانافودا نامیده می‌شدند. این کارت‌ها بسیار محبوب بودند اما چون مورد توجه یاکوزا قرار گرفتند در دهه ۱۹۶۰ میلادی محبوبیت آنها رو به افول رفت.
در سال ۱۹۵۰ نوهٔ فوساجیرو یامائوچی در ۲۲ سالگی به مدیریت نینتندو رسید. او اخلاقی تندخو و خشن داشت. اما فردی با پشتکار و خلاق بود. او می‌خواست کار شرکت نینتندو را به بازارهای بازی دیگر مانند اسباب‌بازی و دستگاه‌های بازی و سرگرمی گسترش دهد.
با افول محبوبیت هانافودا در دهه ۱۹۶۰ نینتندو فعالیت خود را روی بازی‌های ویدیویی متمرکز کرد و نخستین کنسول خود با نام Color TV-Game را در سال ۱۹۷۷ ارائه داد. با این حال خود هیروشی هیچ علاقه‌ای به بازی‌های ویدیویی نداشت و در عمر خود فقط یک بار بازی کرده بود.
موفقیت دانکی کونگ در ۱۹۸۱ باعث شد نینتندو به سطح جهانی ارتقا پیدا کند. مهم‌تر از خود بازی شخصیت جامپ‌من (ماریو) بود که نینتندو را محبوب کرد. به دنبال موفقیت دانکی کونگ و ماریو نینتندو کنسول سیستم سرگرمی نینتندو یا فامیلی‌کامپیوتر (فمیکام) را عرضه کرد.
در سال ۱۹۸۹ نینتندو گیم‌بوی را عرضه کرد. با اینکه نخستین کنسول بازی دستی نزدیک به ۱۰ سال قبل تولید شده بود اما گیم‌بوی به دلیل طراحی منحصربه‌فرد و عمر طولانی باتری بسیار محبوب شد.

## محبوبیت
بنابر فهرست جهانی گینس از میان ده کنسول پرفروش در جهان نینتندو در رتبه نخست و پس از آن پلی‌استیشن سونی در رتبه دوم قرار دارد. نینتندو دی‌اس با فروش بیش از ۱۵۰ میلیون دستگاه محبوب‌ترین و پرفروش‌ترین کنسول بازی در جهان است.

## در دنیاگیری ویروس کرونا
در ۱۶ مرداد ۱۳۹۹ شرکت نینتندو اعلام کرد به خاطر در خانه ماندن بسیاری از افراد در دوران بحران کرونا سود خالص این شرکت در سه‌ماهه دوم ۲۰۲۰ به یک میلیارد دلار رسید. این شرکت اعلام کرد که سود خالص این شرکت در سه‌ماهه منتهی به ماه ژوئن بیش از شش برابر شده و از ۱۶٫۶ میلیارد ین در سال گذشته به ۱۰۶٫۵ میلیارد ین (حدود یک میلیارد دلار) رسید.

به گفته مسئولان این شرکت «نینتندو سوئیچ» که هفتمین کنسول بازی خانگی شرکت نینتندو است با وجود این‌که چهار سال از ارائه آن به بازار می‌گذرد همچنان یکی از محبوب‌ترین محصولات این شرکت است و کاهشی برای فروش آن پیش‌بینی نمی‌شود.

## دلایل وارد نشدن به بازارهایی مشابه ایران
در گزارش مالی سال ۲۰۱۷ نینتندو دلایل وارد نشدن به بازارهایی مشابه ایران را این گونه ذکر کرد:
- بی‌ثباتی شرایط سیاسی و اقتصادی
- بی‌ثباتی سیستم‌های مالیاتی چندجانبه و بودن تفسیرهای گوناگون از قوانین مالیاتی
- مشکل در استخدام و تأمین نیروی انسانی
- مشکلات ناشی از حملات تروریستی، جنگ و دیگر حوادث فاجعه‌بار
- نوسان نرخ ارز
- محدودیت یا نبود امکان اجرای حقوق مالکیت معنوی (کپی رایت)
- سانسور اینترنت و نبود اینترنت باکیفیت
- تغییر در قوانین و مقررات حسابداری و سیستم مالیاتی به صورت پیش‌بینی‌ناپذیر
- ناتوانی در پیگیری دادخواست در دادگاه
- ناتوانی در جبران خسارت منجر به هزینه‌های اضافی، مانند تعمیرات و…
- نشت یا دسترسی غیرمجاز به اطلاعات شخصی یا محرمانهٔ کاربران یا شرکت
- وابستگی به تولیدکنندگان خارجی برای تأمین برخی قطعه‌ها
- نوسان محیط بازار و رقابت در برابر سایر شرکت‌ها
- جمع‌آوری نکردن اسناد و حساب‌های تجارتی، سقوط مؤسسات مالی و بانکی و محدودیت‌های زیست‌محیطی

## مهم‌ترین کنسول‌ها
دستگاه‌های ساخته شده نینتندو
- گیم بوی
- گیم اند واچ
- نینتندو (ان‌ای‌اس)
- سوپر نینتندو
- گیم بوی ادوانس
- نینتندو ۶۴
- گیم کیوب
- نینتندو دی اس
- وی
- نینتندو۳ دی اس
- نینتندو سوئیچ
- نینتندو سوییچ اولد (OLED)